# سندروس (جنس)

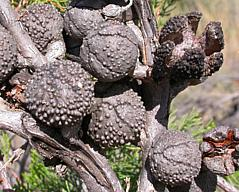
مخاريط أحد أنواعها

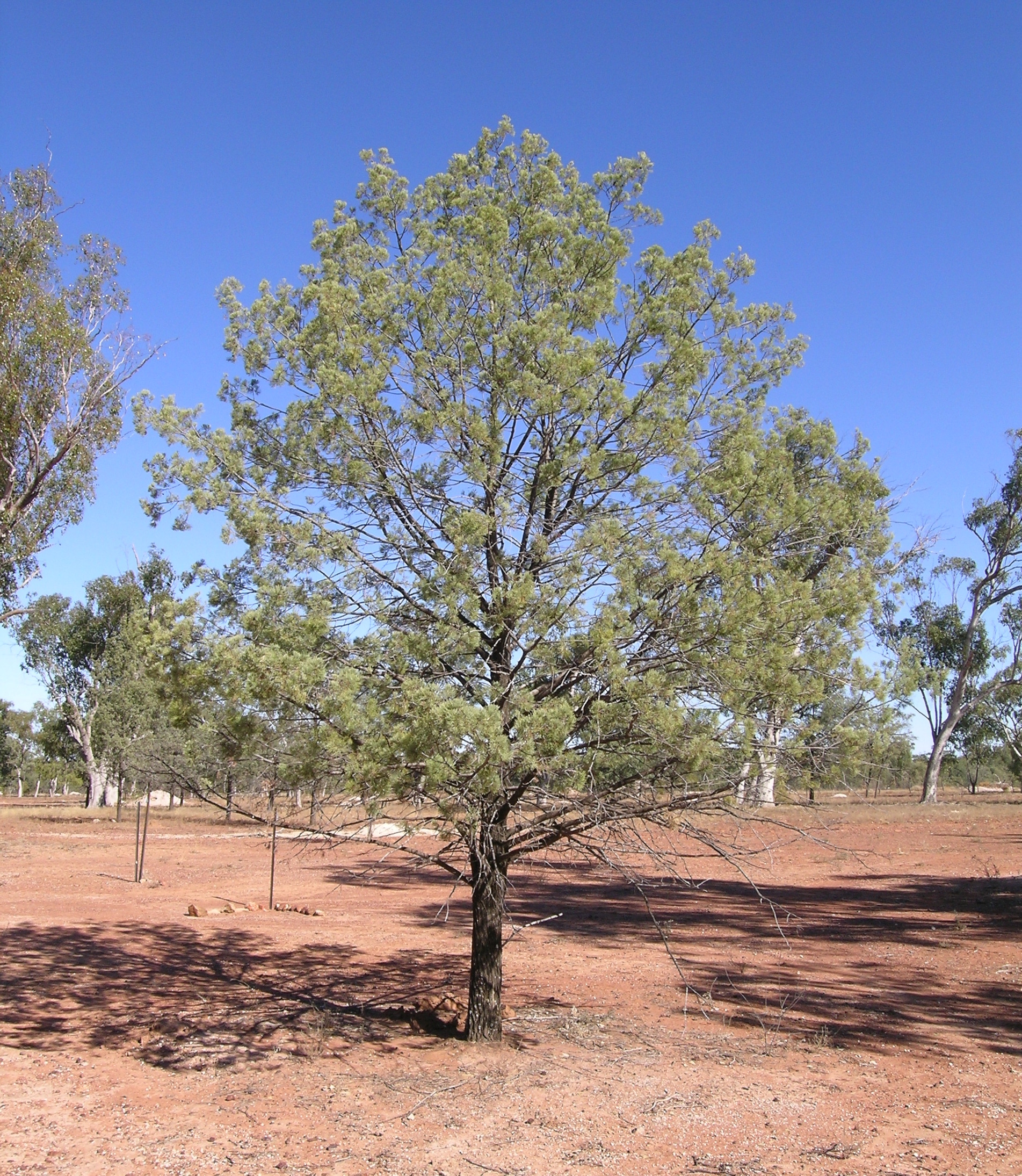

السَّنْدَرُوس هو جنس من الأشجار الصنوبرية في الفصيلة السروية. ثمة 16 نوعًا معترفًا به في الجنس ، موطن 13 موطنها أستراليا وموطن الثلاثة الأخر موطنه كَلِدُنية الجديدة . 